# هيكتور باديلا غوتيريز
هيكتور باديلا غوتيريز هو سياسي مكسيكي، ولد في 20 أغسطس 1949 في ولاية خاليسكو في المكسيك. نشط حزبياً في الحزب الثوري المؤسساتي. وقد انتخب عضو مجلس النواب المكسيك ‏.